# Філіппа Култхард
Філіппа Енн Култхард (англ. Philippa Anne Coulthard; нар.25 листопада 1993)  — австралійська телевізійна акторка, найбільш відома за роллю Джорджі в серіалі «Доктор Хто» K-9,  головної героїні Ембер Мітчелл у «Точці блискавки » та Гелен Шлегель у постановці BBC Кінець Говарда .
Почала виступати на сцені в 1996 році, коли їй було чотири роки, відвідуючи уроки танців у Promenade Dance School.

## Фільмографія
| Рік      | Назва               | Роль        | Примітки                        |
| -------- | ------------------- | ----------- | ------------------------------- |
| 2007 рік | Незавершене Небо    | Роза        |                                 |
| 2013 рік | Філософи            | Мак         | спочатку під назвою «Філософи». |
| 2015 рік | Тепер додайте мед   | Клер Морган |                                 |
| 2017 рік | Аннабель: Створення | Ненсі       |                                 |

| Рік     | Назва                        | Роль          | Примітки                                                 |
| ------- | ---------------------------- | ------------- | -------------------------------------------------------- |
| 2009–10 | K-9                          | Жоржі Тьорнер | Головна роль                                             |
| 2012    | Bikie Wars: Brothers in Arms | Ліанна        | Епізоди 1.05, 1.06                                       |
| 2012    | Точка блискавки              | Ембер Мітчелл | Головна роль; також відома як Серфінгістка Інопланетянка |
| 2014    | Таємниці і брехня            | Таша Гунделах | Головна роль                                             |
| 2017    | Улов                         | Тесса Райлі   | Повторювана роль                                         |
| 2017    | Кінець Ґоварда               | Хелен Шлегель | Міні-серіал                                              |
| 2018    | Пішов                        | Саманта       | Епізод 1.09                                              |
| 2019    | Для людей                    | Бетті         | Епізод 2.09                                              |